# 16856 Banach
16856 Banach (1997 YE8) là một tiểu hành tinh vành đai chính được phát hiện ngày 28 tháng 12 năm 1997 bởi P. G. Comba ở Prescott.
Nó được đặt theo tên Polish nhà toán học Stefan Banach.